# The Gambia Echo
The Gambia Echo (GE) war eine frühe gambische Zeitung mit wöchentlicher Erscheinungsweise. Publiziert wurde sie zunächst vom Gambia Echo Newspaper Syndicate in Bathurst (heute Banjul) unter Egerton L. Auber. Ab Dezember 1947 wurde die Zeitung vom Verleger Lenrie Peters Senior geführt, der dafür journalistisch tätig war, bis zu seinem Tod 1968.
Von 1954 bis 1958 veröffentlichte Lilian Johnson unter dem Pseudonym Auntie Maria eine wöchentliche Kolumne, die sich an Kinder richtete und neben beispielsweise Spielen und Kreuwörträtseln auch internationale Brieffreundschaften vermittelte.
Unter dem gleichen Namen wurde seit 2006 ein Online-Nachrichtenportal mit Sitz in Raleigh (North Carolina, USA) betrieben, das in keiner Beziehung zur historischen Zeitung steht.